# Liste der Flaggen im Landkreis Vechta
Diese Liste beinhaltet alle in der Wikipedia gezeigten Flaggen des Landkreises Vechta in Niedersachsen.

## Landkreis Vechta
| Landkreis | Hissflagge | Kommentare |
| --------- | ---------- | --- |
| Vechta    | 2:1        | Genehmigt ????: „Die Flagge des Landkreises Vechta zeigt auf den Farben Gold (Gelb) und Rot in der Mitte das Kreiswappen des Landkreises Vechta, das in das obere und untere Farbfeld je zur Hälfte übergreift. Das Wappen hebt sich mit einem schwarzen schmalen Rand von den Querbalken ab. Die Schildbreite des Wappens verhält sich zur Höhe wie 7 und 8. Die Flagge ist rechteckig (2 m × 4 m). Ihre Farben sind im Kreiswappen enthalten.“ Wappenbeschreibung: „Geteilt und oben gespalten von Gold und Rot; vorne zwei rote Balken; hinten drei silberne Sparren; unten in Rot drei zwei zu eins gestellte goldene Wolfsangeln.“ (Wappen genehmigt durch den Niedersächsischen Minister des Innern am 27. Dezember 1955.) |

Wichtiger Hinweis
Zur Zeit der Erstellung dieses Artikels befinden sich darin nur wenige Flaggenabbildungen, dafür aber die Platzhalter  für Hissflaggen und  für Banner. Entsprechende Platzhalter  sind auch auf den Wappenlisten üblich und eine Aufforderung, die noch fehlenden Abbildungen zu finden oder zu erstellen und hochzuladen.

## Städte und Gemeinden
| Stadt oder Gemeinde            | Hissflagge          | Banner | Kommentare |
| ------------------------------ | ------------------- | ------ | --- |
| Gemeinde Bakum                 | 5:3 Gemeindefarben: |        | Genehmigt ????: „Die Farben der Gemeinde Bakum sind gelb-rot; entsprechendes gilt für die Farben der Flagge.“ Wappenbeschreibung: „In Gold ein blauer Kübelhelm mit goldenem Beschlag, darauf ein roter Flug, dazwischen ein kleines blaues Schrägkreuz.“ (Wappen genehmigt durch den Niedersächsischen Minister des Innern am 2. September 1950.) |
| Stadt Damme                    | 2:1 Stadtfarben:    |        | Genehmigt ????: „Die Flagge der Stadt Damme ist gestreift in Weiß, Grün und Weiß. Der grüne Streifen nimmt 2/3 der Flaggenbreite ein. Auf ihm befindet sich im oberen Drittel ein gelbes Ankerkreuz. Die Breite der Kreuzbalken beträgt 1/10 der Flaggenbreite, während die gespaltenen Kreuzende 1/5 der Flaggenbreite einnehmen. Die Breite verhält sich zur Länge wie 1:2. Die Flagge kann auch als Banner verwendet werden. […] Die Farben der Stadt sind grün und weiß (silbern).“ Wappenbeschreibung: „Geviert: 1 in Gold zwei rote Balken; 2 in Schwarz der stehende golden nimbierte hl. Viktor in silberner Rüstung mit silbernem Mantel, in der Rechten eine silberne Lanze mit silberner Fahne, darauf ein durchgehendes rotes Kreuz, die Linke gestützt auf einen silbernen Schild mit Kreuz; 3 in Grün eine schrägliegende silberne Pflugschar; 4 in Blau goldenes Nagelspitzkreuz.“ (Wappen genehmigt durch den Oldenburger Innenminister 1928.) |
| Stadt Dinklage                 | 5:3 Stadtfarben:    |        | Genehmigt ????: „Die Farben der Stadt Dinklage sind gelb und rot; entsprechend gilt für die Farben der Flagge. Die obere Hälfte ist rot, die untere gelb,Das Wappen ist in seiner genehmigten Form in der Mitte angebracht.“ Wappenbeschreibung: „In Gold ein aufrechter roter Forsthaken (Wolfangel), beseitet von einem gesenkten roten Schragen und einer erhöhten heraldischen Rose mit goldenem Butzen und goldenen Kelchblättern.“ (Wappen im Siegel durch die Gemeinde geführt seit 1936, mit diesen Farben genehmigt durch den Niedersächsischen Minister des Innern 1955.) |
| Gemeinde Goldenstedt           | 5:3                 |        | Genehmigt ????: „Die Flagge der Gemeinde Goldenstedt zeigt die Farben blau-rot-blau. Das rote Mittelfeld nimmt 3/5 der Flaggenbreite ein, die beiden blauen Seitenfelder je 1/5 der Flaggenbreite. Im Mittelfeld zeigt die Flagge das Gemeindewappen.“ Wappenbeschreibung: „In Gold eine aufrechte blaue Axt, die von je drei roten Kugeln beseitet ist.“ (Wappen in der jetzigen Form und Farbgebung genehmigt durch den Niedersächsischen Minister des Innern 1951. Das 1936 genehmigte Wappen zeigte vor dem Schaft drei Münzen, links nur eine.) |
| Gemeinde Holdorf               | 5:3                 |        | Genehmigt ????: „Die Farben der Fahne sind gelb und rot; sie zeigt auf der Mitte das Wappen auf waagerecht geteiltem Untergrund mit einer oberen roten und einer unteren gelben Hälfte.“ Wappenbeschreibung: „In Gold ein rotes Spinnhaspelrad.“ (Wappen genehmigt durch den Niedersächsischen Minister des Innern am 12. Januar 1949.) |
| Stadt Lohne (Oldenburg)        | 7:5                 |        | Genehmigt am 26. April 1957: „Die Flagge der Stadt Lohne ist blau, gelb, blau – gleich breit horizontal geteilt – und in der Mitte mit dem Wappen der Stadt Lohne belegt..“ Wappenbeschreibung: „Geviert: 1 in Gold zwei rote Balken; 2 in Silber eine blaubedachte rote Kirche mit drei blaubedachten roten Türmen; 3 in Rot ein aus goldener Krone wachsender silberner Schwanenfittich; 4 in Blau goldenes Nagelspitzkreuz.“ (Wappen genehmigt durch den Großherzog von Oldenburg am 3. Januar 1912, in farbiger Neugestaltung durch den Verwaltungsbezirk Oldenburg 1954.) |
| Gemeinde Neuenkirchen-Vörden   | 5:3                 |        | Genehmigt ????: „Die Gemeindeflagge ist eine zweistreifige, blau-weiße Flagge mit dem Gemeindewappen in der Mitte.“ Wappenbeschreibung: „Auf einem silbernen Schild oben ein schwarzes Rad mit 3 Speichen in der linken Hälfte, in der Mitte ein roter Jagdpfeil, unten ein blaues Hifthorn mit rotem Band und goldenem (gelben) Ringbeschlagen.“ (Wappen genehmigt ????.) |
| Gemeinde Steinfeld (Oldenburg) | 5:3 Gemeindefarben: |        | Genehmigt ????: „Die Farben der Gemeinde Steinfeld (Oldb) sind Grün-Weiß.“ Wappenbeschreibung: „Geviert: 1 in Gold zwei rote Balken; 2 in Schwarz der wachsende golden nimbierte hl. Johannes der Täufer mit goldenem Unter- und silbernem Obergewandder mit der Rechten auf das silberne Osterlamm auf der Linken deutet em Nimbus hinterlegt ein waagerechtes silbernes Schwert; 3 in Grün fünf dreieckige silberne Steine; 4 in Blau goldenes Nagelspitzkreuz.“ (Wappen genehmigt durch den Oldenburger Innenminister am 23. September 1931.) |
| Kreisstadt Vechta              | 5:3                 |        | Genehmigt ????: „Die Farben der Flagge sind weiß-rot.“ Wappenbeschreibung: „In Rot ein silberner Torturm mit blauem Dach und beidseitig angebauten Erkern mit blauen Spitzdächern; im Tor unter goldenem Fallgatter schwebt der Kopf eines bärtigen Mannes.“ (Wappen geht auf Siegelführung seit dem 14. Jahrhundert zurück, bestätigt durch den Niedersächsischen Minister des Innern 1955.) |
| Gemeinde Visbek                | 5:3 Gemeindefarben: |        | Genehmigt 1969: „Die Farben der Gemeinde Visbek sind blau und gelb; entsprechendes gilt für die Farben der Flagge.“ „Die Flagge […] ist blau, gelb, blau; auch belegt mit dem Gemeindewappen.“ Wappenbeschreibung: „In Gold ein blauer Schrägwellenbalken, belegt mit einem silbernen Fisch.“ (Wappen durch den Oldenburger Innenminister am 3. Dezember 1936 und bestätigt durch den Niedersächsischen Minister des Innern am 24. September 1951.) |

## Ehemalige Städte und Gemeinden sowie historische Flaggen
| Stadt oder Gemeinde | Hissflagge | Banner | Kommentare |
| ------------------- | ---------- | ------ | --- |
| Stadt Dinklage 1969 | 5:3        |        | Fassung 1969: „Flagge […] rot, gelb, rot, mit dem farbigen Wappen.“ Wappenbeschreibung: „In Gold ein aufrechter roter Forsthaken (Wolfangel), beseitet von einem gesenkten roten Schragen und einer erhöhten heraldischen Rose mit goldenem Butzen und goldenen Kelchblättern.“ (Wappen im Siegel durch die Gemeinde geführt seit 1936, mit diesen Farben genehmigt durch den Niedersächsischen Minister des Innern 1955.) |
| Gemeinde Vörden     | 5:3        |        | Genehmigt ????: „Die Gemeindeflagge ist eine zweistreifige, schwarz-weiße Flagge mit dem Gemeindewappen in der Mitte.“ Wappenbeschreibung: „In Silber ein schwarzes Rad mit drei Speichen.“ (Wappen beruht auf Siegelführung seit dem frühen 15. Jahrhundert. Zum 1. März 1974 wurden die Gemeinden Hinnenkamp, Hörsten und Vörden aus dem Landkreis Osnabrück (alle bis zum 30. Juni 1972 im Landkreis Bersenbrück) in die damalige Gemeinde Neuenkirchen (Oldenburg) eingegliedert und wechselten damit zum Landkreis Vechta. Mit Wirkung vom 1. Oktober 1993 wurde diese in „Neuenkirchen-Vörden“ umbenannt.) |
| Gemeinde [[]]       | 5:3        |        | Genehmigt ????: „.“ Wappenbeschreibung: „.“ (Wappen genehmigt ????.) |